# ネーピ
ネーピ（伊: Nepi）は、イタリア共和国ラツィオ州ヴィテルボ県にある、人口約9,500人の基礎自治体（コムーネ）。

## 地理

### 位置・広がり
ヴィテルボ県南東部のコムーネ。県都ヴィテルボから南東へ28kmの距離にある。

#### 隣接コムーネ
隣接するコムーネは以下の通り。括弧内のRMはローマ県所属を示す。
- カンパニャーノ・ディ・ローマ (RM)
- カプラローラ
- カルボニャーノ
- カステル・サンテリーア
- ファブリカ・ディ・ローマ
- マッツァーノ・ロマーノ (RM)
- モンテロージ
- ロンチリオーネ
- ストリ
- トレヴィニャーノ・ロマーノ (RM)

### 気候分類・地震分類
ネーピにおけるイタリアの気候分類 (it) および度日は、zona D, 1824 GGである。
また、イタリアの地震リスク階級 (it) では、zona 3A (sismicità bassa)
zona 3B (sismicità bassa) に分類される。

## 行政

### 分離集落
ネーピには、以下の分離集落（フラツィオーネ）がある。
- Colle Farnese, Colle Lydia, Colle Salamonio, Grezzano, Settevene, Gabelletta